# Globális szegénység projekt
A globális szegénység projekt (angol: Global Poverty Project) nemzetközi oktatói és képviseleti szervezet, amelynek legfőbb célja, hogy véget vessen a Földön az extrém szegénységnek. A projekt Hugh Evans és Simon Moss nevéhez köthető, amelynek az a célja, hogy minél több aktív résztvevőt vonjon a mozgalomba, hogy csökkentsék a szegénységet. A projekt célja, egy olyan világ megteremtése, ahol egy nemzedéken belül nincs extrém méretű szegénység. A projekt igyekszik kiaknázni minden olyan lehetőséget, amelyek az extrém szegénység csökkentését irányozzák meg, így a tanítás erejét, a kommunikációt, a képviseletet, a kampányolást és a média adta lehetőségeket. Egy olyan mozgalom kiépítéséért munkálkodnak, amely arra sarkallja az embereket, hogy megváltoztassák azokat a jelenlegi rendszereket, amelyek szegénységben tartják az embereket.
Két úton próbálják ezt megvalósítani:
- egyfelől kormányzati, üzleti és fogyasztói részvételért kampányolnak, amely alapvető változást fog előidézni a világszintű szegénység rendszerében
- másfelől olyan mozgalom kiépítésére törekednek, amely összefogja és tanítja az embereket, valamint támogatja őket, hogy egyszerű de hatásos egyéni lépéseket tegyenek a változtatás érdekében.[7]

A projekt célja több támogatás nyújtása, kiegyensúlyozott kereskedelmi kapcsolatok létesítése a fejlődő országokkal; úgynevezett erkölcsi kereskedelem, melynek során a fogyasztói termékek széles körben eljutnak mindenkihez; valamint befektetések az oktatásba, infrastruktúrába és a kormányzatba, mert az mindenképpen a szegénységből való kilábalásukat segíti elő.

## Története
Hugh Evans, a projekt fő alakja, egy globális világjáró program keretén belül indult a globális szegénység elleni harcba. Ösztöndíjasként már 15 éves korában személyes tapasztalatokat szerzett az indiai szegény gyerekek sorsával kapcsolatban.
- Az úgynevezett "1.4 milliárd ok" című multimédia prezentáció azokat a tényezőket sorolja fel, amelyek az extrém szegénység kialakulásában szerepet játszanak, valamint amit a mindennapi ember tenni tud ellene.[10]
- 3 kontinensen több mint 100 ezer embernek beszéltek azokról a tényezőkről, amelyekkel megoldható lenne az extrém szegénység problémája.[11][12]
- Az "Élet az életszínvonal alatt" nemzetközi kampány támogatása, amely több mint 24 ezer embert összefogott és több mint 5 millió dollárt gyűjtött össze az anti-szegénység program kezdeményezésére.[13]
- A "gyermekbénulás vége" kampány óriási politikai támogatást szerzett a gyermekbénulás megsemmisítéséért, és több mint 118 millió dollárt gyűjtöttek össze az ez elleni védőoltásra.[14][15]
- Kezdeményezték a "Globális polgár" programot, mely szintén a szegénység elleni küzdelmet hirdeti.
- A "Globális polgár fesztivál" egy támogatói koncert volt a New York-i Central Parkban, amely egybeesett a 2011-es ENSZ Közgyűléssel. Az esemény 60 ezer embert hozott össze, és olyan művészeket, mint Neil Young, vagy a Black Keys.[16][17]

## Az aktivitásokról bővebben

### 1.4 milliárd ok
Az "1.4 milliárd ok" című élő multimédia prezentációt arra tervezték, hogy megmutassa, miért lehetséges véget vetni az extrém szegénységnek, valamint azokat az egyszerű cselekedeteket amikre minden ember képes, hogy segítsen annak elkerülésére. A prezentáció beszél arról, hogy mit jelent extrém szegénységben élni, miért képes a világ ennek véget vetni, hogyan küzdhetők le az akadályok, valamint szót ejt az egyéni cselekedetekről, amelyek a szegénységet igyekeznek leküzdeni. A programot önkéntesek továbbítják az USA-ban, az Egyesült Királyságban, Ausztráliában és Új-Zélandon is.

### Élet az életszínvonal alatt
Az "Élet az életszínvonal alatt" kampány rendkívül tudatosan és jótékonyan arra kéri az embereket, hogy a szegényekkel egyenrangú módon táplálkozzanak. Célja, hogy a résztvevőknek személyes belátást nyújtson a szegénységben élők lehetőségeinek hiányába, és a rendelkezésükre álló választékba, valamint hogy lehetőséget nyújtson a szegénységben élőknek a változtatásra. A Globális Szegénység Projekt kampányt kezdeményezett az Oaktree Alapítvánnyal 2010-ben Ausztráliában és már továbbították is a kampányt az Egyesült Királyságba, az USA-ba és Új-Zélandra. Nemzetközi fejlesztési szervezetekkel partnereskednek, hogy növeljék a tőkét a globális szegénység elhárításának kezdeményezésére. A kampány több mint 24 ezer résztvevőt gyűjtött maga köré, több mint 400 ezer párbeszédet kezdeményezett és több mint 5 millió dollárt szerzett partner szervezetektől amelyek a szegénység ellen küzdenek. Hugh Jackman a Projekt Globális Tanácsadójaként lép fel és az "Élet az életszínvonal alatt" kampány reklámarca.

### A gyermekbénulás vége
A "gyermekbénulás vége" keretében 2011 júliusa óta a Projekt olyan partnerekkel dolgozik együtt, akikkel a paralízis végét elősegítő kampányt futtatják. A program célja természetesen a paralízis elleni védekezés, valamint a költségvetési űr betöltése, ami gátolja a globális megsemmisítési törekvéseket. A kampány megindítása óta több mint 25 ezer ember aláírását szerezték meg, illetve 118 millió dollárnyi járulékos támogatásról biztosították a kampányt a paralízis megszüntetése érdekében. 2011 októberében  a kampány 4000 embert hozott össze Perth-ben, ahol művészek, helyi hírességek, paralízisből felgyógyultak és a korábbi ausztrál miniszterelnök, Kevin Rudd a paralízis megfékezésének fontosságáról beszéltek. A következő napokban 4 kormány és a Bill&Melinda Gates Alapítvány 118 millió dollárnyi támogatásról biztosította a programot.

### Globális polgár
A "Globális polgár" egy olyan weboldal és mobil applikáció, amely az érdekelt közönség számára lehetővé teszi, hogy hatékonyan és releváns módon részt vegyenek az extrém szegénység csökkentésében. A program célja, hogy belátást nyújtson a szegény emberek csapdájába, és olyan szervezetek támogatása, amelyek a hosszan tartó változásért kampányolnak. A program 2012-ben alakult.

### Globális polgár fesztivál
A Globális polgár fesztivált 2012 óta rendezik meg minden évben. 2012 szeptemberében az ENSZ Közgyűlés New Yorkba hozta össze a világ vezető politikusait, a fesztivál pedig művészeket és 60 ezer embert hozott össze a Central Parkba, hogy a támogatókat a szegénység erőteljes megfékezésére sarkallja. A fesztivál ugyanakkor ünnepelte a már elért eredményeket a szegénység terén, mint az 1.3 milliárd dollár összegű támogatást, emellett nagykövetek ezreit kérte fel, hogy vegyenek részt a küzdelemben.
Számos híres zenekar vett részt a jótékonysági koncerten, hogy a szegénység világméretű aspektusaira hívják fel a figyelmet. A szervezők olyan innovatív módszert fejlesztettek ki a koncertre jelentkezők számára, hogy a jegyeladást attól tették függővé, hogy ki milyen ismereteket szerzett a maláriáról, a gyermekhalandóságról, a szennyezett víz fogyasztásáról és egyéb globális problémákról.
2015. szeptember 26-án a globális polgár fesztivál házigazdája Stephen Colbert, Hugh Jackman és más népszerű YouTube hírességek voltak. A fesztivál legfőbb fellépői a Pearl Jam, Beyoncé, Ed Sheeran és a Coldplay voltak. A színpadon felszólaltak európai országok (Norvégia, Svédország, Olaszország) miniszterelnökei, a 2014-ben Nobel-békedíjjal kitüntetett Malála Júszafzai, hollywoodi színészek és világméretű cégek és szervezetek vezetői.